# Wijk bij Duurstede
Wijk bij Duurstede é um município dos Países Baixos, situado na província da Utreque. Tem 50,40 km² de área e sua população em 2020 foi estimada em 23.901 habitantes.